# (988) Appella
(988) Appella est un astéroïde de la ceinture principale découvert le 10 novembre 1922 par l'astronome franco-russe Benjamin Jekhowsky. Il fut nommé en honneur de Paul Appell, mathématicien français. Sa désignation provisoire était 1922 MT.